# Андрієвський Олександр Юхимович
 Андріє́вський Олекса́ндр Юхи́мович (15 серпня 1869, Бирине — 15 червня 1931, Київ) — український фольклорист, етнограф, педагог, кандидат богослов'я.

## Біографія
Народився 15 серпня 1869 року в селі Бириному (тепер Новгород-Сіверського району Чернігівської області). В 1893 році закінчив Київську духовну академію.
В 1893—1895 роках — викладач латинської мови й цивільної історії в Ларинській гімназії; в 1895—1903 роках — інспектор і учитель цивільної історії Читинської гімназії; в 1903—1911 роках — директор та виклладач латинської мови й цивільної історії Владивостоцькій гімназії; в 1911—1917 роках — директор народних шкіл у Тамбові; в 1917—1920 роках — інспектор духовної семінарій у Києві. Від 1921 року — науковий секретар історичного відділу Комісії із складання Енциклопедичного словника при ВУАН.
Помер 15 червня 1931 року. Похований в Києві на Лук'янівському цвинтарі (ділянка № 17, ряд 14, місце 31).

## Праці
Автор цінних досліджень з бібліографії українського фольклору, зокрема:
- Историко-статистическое описание Тамбовской губернии. Тамбов, 1911
- Бібліографія літератури з українського фольклору, т. 1. К., 1930.
- Православные церковные братства. Тамбов, 1914
- Древнерусский приход. К., 1917
- До історії видання «Литературы украинского фольклора» Б. Д. Грінченка // Етногр. вісн. 1926. Кн. 2
- Всеукраїнська академія наук. Етнографічно-фольклорна коміс. Матеріали до історії української етнографії. Т. 1 : Бібліографія літератури з українського фолкльору / Олександер Андрієвський ; за ред. А. Лободи. — У Києві: Друк. Всеукр. акад. наук, 1930. — 580 с. [Архівовано 16 квітня 2021 у Wayback Machine.]